# Defrutum
Defrutum (denominado también caroenum) es un tipo de vino reducido a mitad de su volumen, era muy empleado en la época del Imperio romano. Era muy habitual cocer el vino para obtener tres variedades: el sapa que se reducía a un tercio de su volumen (muy popular en Emilia), el defrutum que se reducía a la mitad, y el carenum reducido a dos tercios del volumen original. Durante la progresiva caída del Imperio romano diversos pueblos germanos fueron ocupando y expandiéndose por los territorios europeos hacia el sur y mantuvieron la denominación de esta preparación. Algunos autores como Paladio mencionan la elaboración del defrutum a partir del mosto del vino. La consistencia de este líquido era densa (muy parecido al actual sirope) y su uso era fundamentalmente culinario. El caroenum es similar al defrutum pero se hace con vino, en lugar de con mosto, la única diferencia es que el caroenum no era tan dulce.

## Usos
Uno de los principales usos del defrutum era el culinario y se añadía a las carnes o pescados para la elaboración de salsas diversas. Su aparición en los libros y recetas de cocina del Imperio romano es recurrente. Se puede decir que era uno de los ingredientes capaces de proporcionar sabor dulce a los alimentos. Era empleado en el garum. Cocinado con frutas servía para elaborar una salsa muy popular denominada savor. Era empleado igualmente en la preparación de helados mediante el uso de bolas de nieve a las que se vertía defrutum. El defrutum guardado en un recipiente cerrado puede mantenerse durante años. Es por esta razón por la que se menciona como un conservante de los alimentos de las legiones romanas.

## Elaboración
Antaño, la elaboración se hacía en recipientes de bronce, plata, cerámica y, en algunos casos, plomo. Sin embargo, hoy en día se sabe que el uso de este último metal provoca una enfermedad nerviosa llamada saturnismo. Se calienta mosto hasta que se reduce su volumen a la mitad o más. Hoy en día se puede cocer en una simple olla. Los vapores que suelta su decocción son densos, es por esta razón por la que aconseja hacer esta operación al aire libre.  